# Lustjärnen (Mora socken, Dalarna)
Lustjärnen, Lusi, är en sjö i Mora kommun i Dalarna och ingår i Dalälvens huvudavrinningsområde.